# Квіткоїд індокитайський
Квіткоїд індокитайський (Dicaeum minullum) — вид горобцеподібних птахів родини квіткоїдових (Dicaeidae).

## Поширення
Вид поширений в Південно-Східній Азії від Східних Гімалаїв на схід до Тайваню та Індокитаю, і на південь до Яви. Його природне середовище проживання — субтропічні або тропічні вологі низовинні ліси.

## Опис
Це невеликий птах завдовжки близько 9 см, без помітних відмінностей між самцями та самицями. Оперення верхніх частин тіла оливково-зелене, з прожилками сіруватого кольору і сірувато-білуватим низом з жовтуватим відтінком, особливо на боках.